# Siasi
Siasi is een gemeente in de Filipijnse provincie Sulu. Bij de laatste census in 2007 had de gemeente bijna 64 duizend inwoners.

## Geografie

### Bestuurlijke indeling
Siasi is onderverdeeld in de volgende 51 barangays:
| - Bakud - Buan - Bulansing Tara - Bulihkullul - Campo Islam - Duggo - Duhol Tara - East Kungtad - East Sisangat - Ipil - Jambangan - Kabubu - Kong-Kong Laminusa - Kud-kud - Kungtad West - Latung - Luuk Laminusa | - Luuk Tara - Manta - Minapan - Nipa-nipa - North Laud - North Manta - North Musu Laud - North Silumpak - Pislong - Poblacion - Punungan - Puukan Laminusa - Ratag - Sablay - Sarukot - Siburi - Singko | - Siolakan - Siowing - Sipanding - Sisangat - Siundoh - South Musu Laud - South Silumpak - Southwestern Bulikullul - Subah Buaya - Tampakan Laminusa - Tengah Laminusa - Tong Laminusa - Tong-tong - Tonglabah - Tubig Kutah - Tulling |

## Demografie
Siasi had bij de census van 2007 een inwoneraantal van 63.518 mensen. Dit zijn 4.449 mensen (7,5%) meer dan bij de vorige census van 2000. De gemiddelde jaarlijkse groei komt daarmee uit op 1,01%, hetgeen lager is dan het landelijk jaarlijks gemiddelde over deze periode (2,04%). Vergeleken met de census van 1995 is het aantal mensen met 12.863 (25,4%) toegenomen.

De bevolkingsdichtheid van Siasi was ten tijde van de laatste census, met 63.518 inwoners op 192,87 km², 329,3 mensen per km².

## Geboren in Siasi
- Santanina Rasul (1930-2024), politica